# Улица Красная Гора (Калуга)
Улица Красная Гора — улица в исторической части Калуги, проходит, следуя линии берега Оки, от Набережной улицы к Монастырскому переулку. Протяжённость улицы около 560 м.
Считается одной из красивейших старинных улиц города.

## История
В 1709—1711 годах в районе улицы была возведена церковь Спаса Преображения. Колокольня перестроена в 1802 году, приделы достроены в 1823 году. Реставрация была проведена в 1970-е годы.
По второму названию церкви — Казанская — улица называлась Верхне-Казанской. Другое название — Баранова гора — возможно было дано по изделиям местных гончаров — глиняных кувшинов для умывания с двумя горлышками («баранов»). По пересечённому характеру местности на первом градостроительном плане Калуги улица получила извилистое направление.
Застройка улицы в XIX — начале XX века являла деревянные одно- и двухэтажные домики небогатых калужан. После засыпки Городецкого оврага улицу продлили, та часть получила название Новопроломная (от улицы Семинарской до Воробьёвки). Позже две улицы, Проломная и Новопроломная, были соединены в одну. После революции 1917 года часть её переименовали в улицу Кибальчича, часть — в Свердлова (ныне это Знаменская улица, сквозной проезд между улицами Красная Гора и Знаменская перекрыт). Около 1928 года улица стала называться Красная Гора.
В годы Великой Отечественной войны застройка улицы была разрушена.

## Достопримечательности

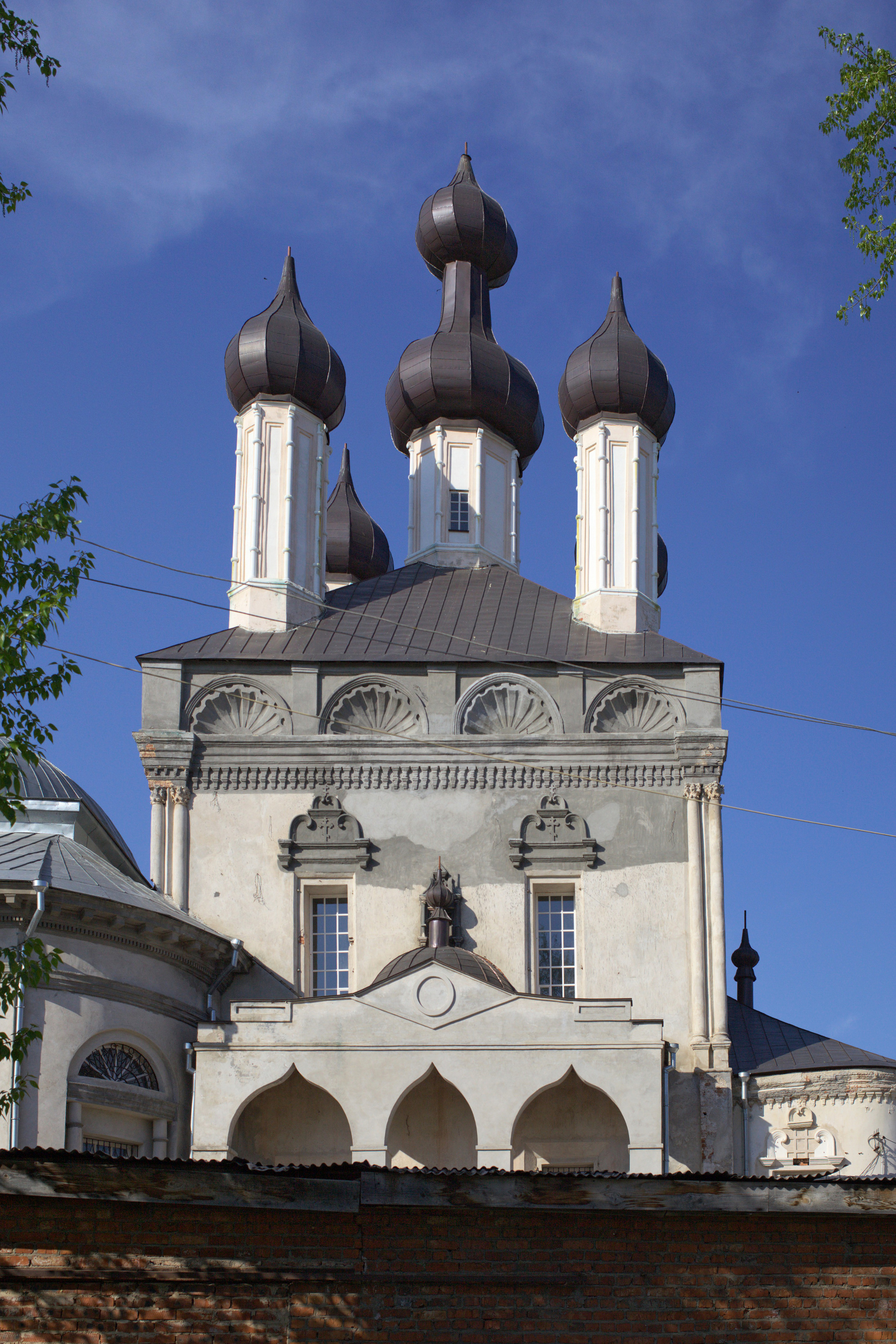
церковь Спаса Преображения

д. 10 — Дом, где жил демократ М. П. Доброхотов
д. 17 — с домом связаны мрачные предания
д. 20 — Комплекс церкви Спаса Преображения под горой (церковь, дом причта, часовня юго-западная — усыпальница рода Смирных)
Казанский женский монастырь

## Известные жители
д. 2 — родственники А. П. Чехова — Чоховы
д. 10 — социал-демократ М. П. Доброхотов